# Église Saint-Michel d'Engomer
Pour les articles homonymes, voir Église Saint-Michel.
L'église Saint-Michel de Loutrein est une église du XVe siècle située près du hameau de Loutrein, sur la commune d'Engomer, dans le département de l'Ariège, en France.

## Description
C’est une église de taille modeste à simple nef à plan rectangulaire et couverte en ardoise traditionnelle, avec un clocher-mur à deux contreforts et une baie. Le sol est constitué en galets de rivière agencés.

## Localisation
Elle est isolée au sommet d'une colline à 636 m d'altitude, à proximité de Loutrein, au sud du bourg d'Engomer.

## Historique
L'église date du XVe siècle.
En 1981, lors du tournage du film Le Retour de Martin Guerre, des peintures murales du XVe ont été découvertes, cachées par un tableau représentant saint Michel. Elles ont été complétées pour les besoins du film par un décor inspiré de peintures murales de l'église de Sainte-Suzanne.
Elle fait l'objet d'une inscription au titre des monuments historiques par arrêté du 11 décembre 1995.

## Galerie

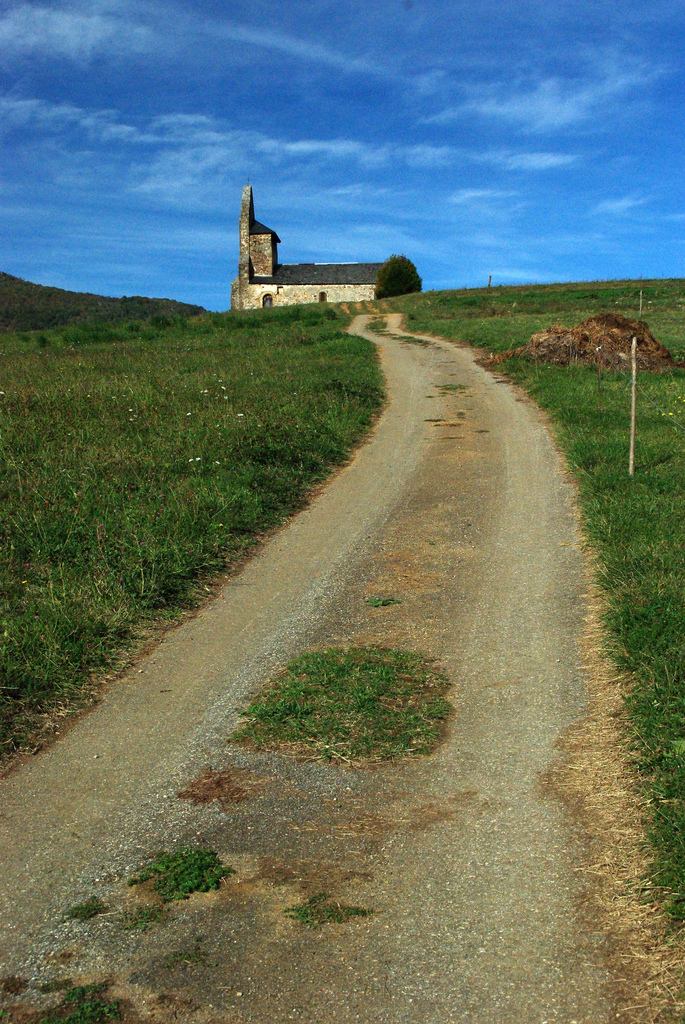
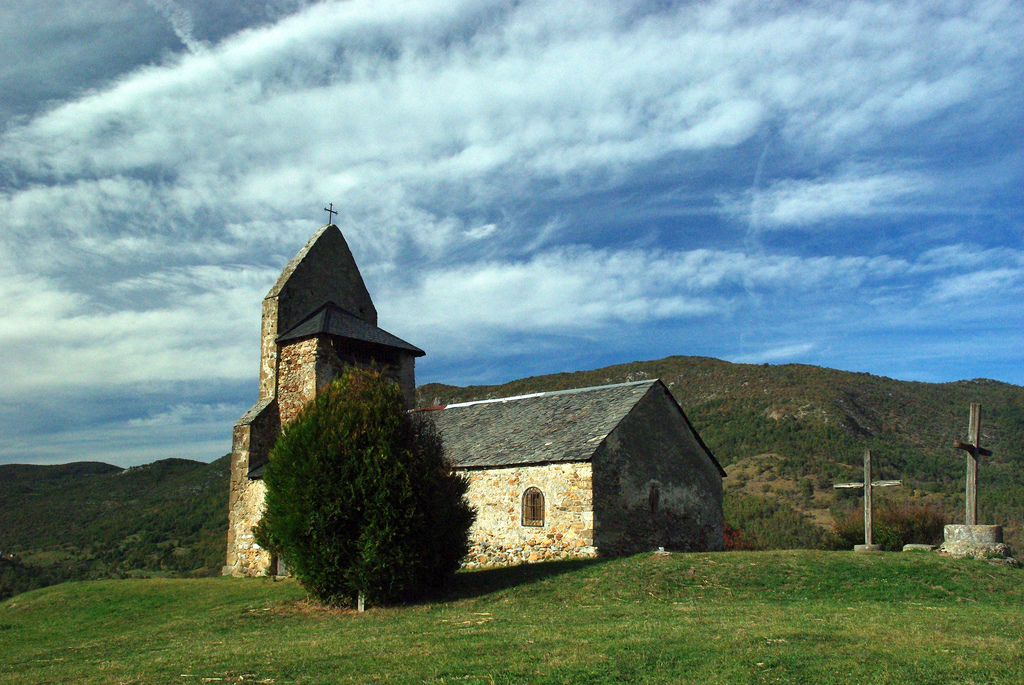
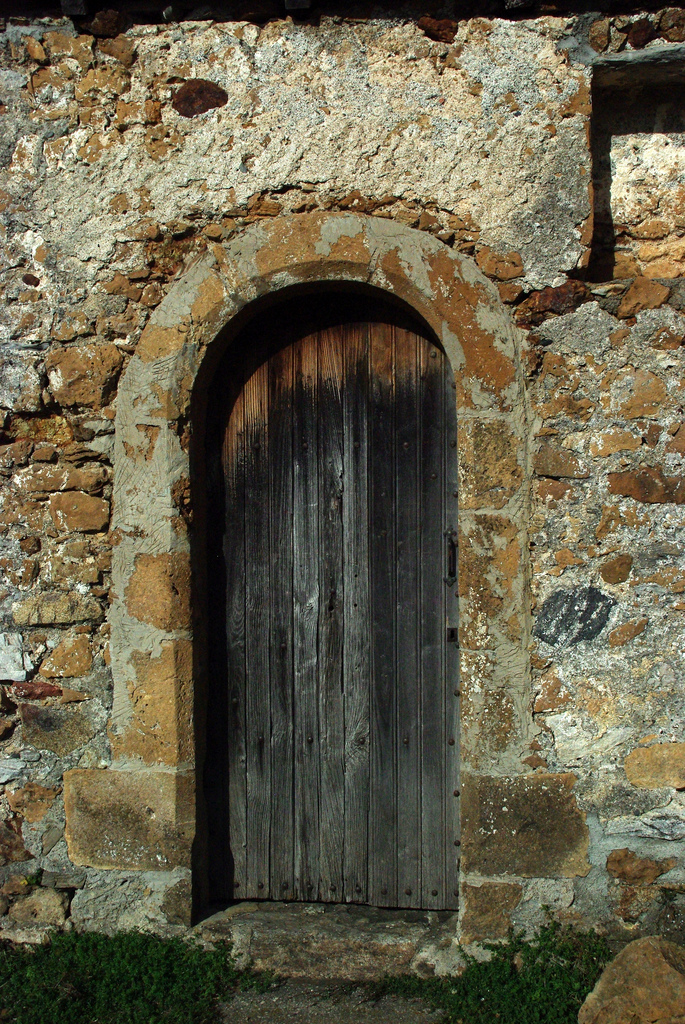

## Valorisation du patrimoine
Une association locale a été créée pour la connaissance et la restauration de l'église.